# Mirage Studios
Mirage Studios — незалежне американське видавництво коміксів . Відомо насамперед серією коміксів про Черепашки-ніндзя .

## Історія
У 1983 році познайомилися двоє художників-самоучок Кевін Істмен і Пітер Лерд . Незабаром після цього Лерд разом із дружиною Джаннін переїхали в Довір, штат Нью-Гемпшир, розташований за двадцять миль від містечка Огунквіт, де жив Істмен. Незабаром після заселення Джаннін і Пітера на квартиру, що орендується, їхній сусід по дому з'їхав, що дозволило Істмену заселитися до них і допомагати в оплаті за оренду. В дозвіллі вони займалися малюванням коміксів, марно намагаючись знайти видавця для своїх робіт. Якось вони сиділи перед телевізором і, знічев'я малювали карикатури. Кевін намалював прямоходячу черепаху з нунчаками в лапах і назвав нарис «Черепашка-ніндзя» . Влітку 1983-го вони започаткували власну студію «Mirage» і взялися за створення повноцінного коміксу. У травні 1984 року Істмен та Лерд на свої гроші видали чорно-білі комікси «Черепашки-Ніндзя».
Комікс був виданий тиражем 3000 екземплярів і до 1985 був тричі надрукований додатковим тиражем. Він знову звернувся до публікації робіт як визнаних художників, так і початківців, що надихнуло видання нову силу. Після видання двох тиражів першого випуску Кевін поїхав назад у Портланд на роботу. А Лерд разом із дружиною, на яку тепер чекала робота, остаточно переїхали в Коннектикут. Тим часом популярність коміксу підштовхнула їх з Пітером на продовження, але працювати їм довелося за триста миль один від одного, зідзвонюючись і переписуючись. Кевін кілька разів здійснював виснажливі довгі поїздки до Пітера, вони сідали і працювали разом, а потім він їхав назад. Однак після закінчення роботи над другим випуском Кевін відчув успіх і переїхав до Коннектикуту.
З успіхом Черепашок-ніндзя Істмен і Лерд найняли групу художників, щоб допомогти з навантаженням, що збільшилося. Першим із них став шкільний друг Кевіна Стів Лавін, найнятий у 1984 році як леттерер.англ. letterer — художник коміксів, що малює тексти). У 1985 році Істмен і Лерд найняли художника Райана Брауна, щоб той допоміг їм як інкер.англ. inker — художник коміксів, що наносить контури малюнка чорнилом по олівцевому начерку). Наступного року в команду увійшли Джим Лоусон із Коннектикуту та Майкл Дуні з Нью-Джерсі, які стали пенсилером (англ. penciler — художник коміксів, що створює олівцевий ескіз) і автором обкладинок, відповідно. 1989 року Кевін Істмен запропонував позаштатним ілюстратором Ей-Сі Фарлі, для створення обкладинки колекційного видання коміксів. Пітер Лерд запропонував Фарлі зробити випуск № 29 TMNT. Фарлі врешті-решт запросили на постійну роботу в студії, і він створив багато обкладинок для випусків TMNT до відходу зі студії в 2004 році, щоб відновити свій незалежний бізнес. Пізніші поповнення команди студії включають художника Еріка Телбота, знайомого від Істмена і Лавіна по старшій школі, письменника Стівена Мерфі та друг Брауна інкера Дена Бергера. За винятком Істмена та Фарлі всі ці автори все ще працюють з Mirage Studios.
У 1988 році Mirage Studios брав участь у розробці білля про права творців коміксів.
У червні 2000 року Пітер Лерд викупив у Кевіна Істмена, що відійшов від справ, усі права на інтелектуальну власність на тему Черепашок-ніндзя, ставши єдиним володарем прав на них . У березні 2008 Лерд викупив у Істмена всі акції Mirage Studios, що залишилися .
21 жовтня 2009 було оголошено, що кабельний канал Nickelodeon (дочірня компанія Viacom) придбав у Mirage Studios всі права на Черепашок-ніндзя . Mirage залишає за собою право на видання 18 випусків коміксів про них за рік .

## Комікси, що видаються
- Teenage Mutant Ninja Turtles та інші пов'язані твори Кевіна Істмена та Пітера Лерда
- Bade Biker & Orson Джима Лоусона
- Barabbas Дена Ведо та Джіно Атанасіо
- Bioneers by AC Farley
- Commandosaurs Пітера Лерда
- Dino Island Джима Лоусона
- Gizmo Майкла Дуні
- Gobbledygook
- Grunts
- Gutwallow Дена Бергера
- Hallowieners: Invasion of Halloween Hot Dogs Райана Брауна
- Hero Sandwich
- Melting Pot Кевіна Істмена та Еріка Телбота
- Mirage Mini-Comics
- Paleo Джима Лоусона
- Planet Racers Пітера Лерда та Джима Лоусона
- Plastron Cafe
- Prime Slime Tails
- The Puma Blues Стівена Мерфі та Майкла Зуллі
- Rockola Райана Брауна
- Stupid Heroes Пітера Лерда
- Usagi Yojimbo (volume 2) та інші пов'язані твори Стена Сакаї
- Wild West COW-Boys of Moo Mesa Райана Брауна
- Xenotech Майкла Дуні